# 庭野ほのか
庭野 ほのか（にわの ほのか、1999年6月3日 - ）は、札幌テレビ放送のアナウンサー。
新潟県新発田市出身。新潟県立新潟高等学校、千葉大学文学部人文学科日本・ユーラシア文化コース卒業。2019年度ミス千葉大学ファイナリスト。
2022年4月同社入社。
高校在学時に放送部に所属しており、放送部で自主制作して自身がヒロイン役を演じた恋愛ドラマがコンクールで優勝。

## 担当番組
- STVニュース
- どさんこワイド179
- 1×8いこうよ!（2025年6月22日放送分より）

## 過去の担当番組
- まるごと!エンタメ〜ション （2022年9月26日 - 2023年3月28日） - 月・火担当
  - 2022年11月25日、兼子真衣アナの代理で金曜日を担当。
  - ようじのぢかん 8月第2週（2023年8月14日 - 18日）
- 北海道ライブ あさミミ!（2023年4月 - ）
- KICKOFF! HOKKAIDO